# Асанов, Осман Абитович
Осман Абитович Асанов (крымскотат. Osman Asanov; 24 декабря 1923, Кучук-Кой, Крымская АССР — ноябрь 2005) — советский и украинский певец, композитор, педагог. Участник ансамбля «Хайтарма» (1957—1964). Заслуженный артист Украины (1999).

## Биография
Родился 24 декабря 1923 года в деревне Кучук-Кой.
В 1939 году начал учиться в Симферопольском музыкальном училище имени П. И. Чайковского у И. Чернова и Я. Богарада, однако из-за начала Великой Отечественной войны не окончил его. После депортации крымских татар в 1944 году проживал в Узбекской ССР. В 1955 году в Намангане создал крымскотатарский ансамбль. С 1957 по 1964 год являлся вокалистом и скрипачом в крымскотатарском ансамбле «Хайтарма» в Ташкенте.
С 1966 года учился в Наманганском музыкальном училище. Окончил Ташкентский государственный консерваторий по классу вокал (1976).
В 1964 году стал преподавателем музыкальной школы в Фергане. При дворце культуры Ферганского текстильного комбината создал крымскотатарский ансамбль «Хоран».
В 1991 году вернулся в Крым.
Исполнял песни на крымскотатарском русском, украинском, узбекском языках. Тенор. Написал музыку к песням «Гульджиан», «Наврез тюркюси», «Ялта тангосы».
Скончался в ноябре 2005 года.

## Награды и звания
- Заслуженный артист Украины (1999)[3]